# I Might Be Wrong
"I Might Be Wrong" är en låt av det brittiska bandet Radiohead, utgiven på albumet Amnesiac 2001. Den släpptes som singel den 4 juni 2001.

## Medverkande
- Thom Yorke - sång, synthesizers
- Colin Greenwood - elbas
- Jonny Greenwood - gitarr, ondes Martenot
- Ed O'Brien - gitarr, effekter, bakgrundssång
- Philip Selway - trummor, programmering